# Рока, Хулио Архентино
Ху́лио Архенти́но Ро́ка (исп. Julio Argentino Roca; 17 июля 1843, Сан-Мигель-де-Тукуман — 19 октября 1914, Буэнос-Айрес) — аргентинский политический деятель, президент Аргентины. Руководил «Завоеванием пустыни» — серией кампаний против коренного населения Патагонии, которые часто рассматриваются как геноцидальные.

## Деятельность
В 1879 году назначен военным министром; возглавлял экспедицию на Рио-Негро против индейцев. Хотя экспедиция была малоуспешна, тем не менее влияние Рока усилилось, и в 1880 году федералисты выставили его кандидатом в президенты; провинции Буэнос-Айрес и Корриентес, противившиеся его избранию, были усмирены, и в том же году он был избран в президенты огромным большинством. Был президентом до 1886 года, придерживаясь примирительной политики.
В 1889—1890, 1892, 1895—1898 был президентом сената. В 1893 году во главе правительственных войск подавил вспыхнувшее восстание.
С 1898 года вновь занял президентский пост. Во время его второго срока предпринял поездку на юг страны, посетил Ушуаю, продолжив свой путь по проливу Бигл и Магелланову проливу, встретился с президентом Чили Федерико Эррасурисем в Пунта-Аренас, что послужило ускорению разрешения спора о Пуна-де-Атакама.
В ходе его президентства в Сантьяго-де-Чили были подписаны Майские пакты, что остановило гонку вооружений между Аргентиной и Чили, а также установило порядок решения споров между двумя странами посредством международного арбитража.
В конце 1902 года Аргентина поддержала Венесуэлу в связи с блокадой Венесуэлы Великобританией, Германией и Италией. Глава МИД Аргентины Луис Мария Драго опубликовал документ, названный доктриной Драго, декларирующий недопустимость военного вмешательства в случае невыплаты государственного долга, в чём Аргентину поддержали многие страны Латинской Америки.
2 января 1904 года президент Хулио Рока одобрил покупку Аргентиной основанной Уильямом Брюсом метеорологической станции на Южных Оркнейских островах, давшей начало старейшей непрерывно действующей антарктической базе Оркадас и сделав Аргентину первой страной, получившей постоянную базу в Антарктике.